# Ткачёв, Андрей Юрьевич
Андре́й Ю́рьевич Ткачёв  (укр. Андрій Юрійович Ткачов; род. 30 декабря 1969, Львов, Украинская ССР, СССР) — священнослужитель Русской православной церкви, митрофорный протоиерей, настоятель Храма Троицы Живоначальной в Хохлах (с 5 января 2024 года), проповедник и миссионер, телеведущий.

## Биография

### Львовский период
Родился 30 декабря 1969 года в городе Львове Украинской ССР.
Был крещён в раннем детстве. Учился во Львовской школе № 52 с русским языком преподавания. По собственному признанию, обращение в христианство было обусловлено «тоской и бессмыслицей», которые «остро осознавал с подросткового возраста».
В 15-летнем возрасте поступил в Московское суворовское военное училище, а позднее — в Военный институт Министерства обороны СССР в Москве на факультет спецпропаганды (специализация — персидский язык); курс обучения в нём не завершил, покинув институт с формулировкой «по нежеланию учиться». Во время службы в армии познакомился с древнеиндийской Бхагавадгитой.
Вернувшись во Львов, работал грузчиком в магазине, пономарём и сторожем в православном храме. На становление будущего протоиерея оказал большое влияние некий «старший друг» — один из известных местных неформалов хиппи из Львова, любивший читать Евангелие и посещать православные монастыри. Спустя год церковного служения по совету «отцов-духовников» поступил в духовную семинарию.
С 1992 по 1994 год учился (экстерном) в Киевской духовной семинарии, где познакомился с будущими архимандритом Лонгином (Чернухой) и архимандритом Кириллом (Говоруном). Поступил в Киевскую духовную академию, но был отчислен из неё за непосещение лекций.
6 мая 1993 года во Львове был рукоположён в сан диакона, 5 ноября 1993 года — в сан священника. Двенадцать лет состоял в клире храма Святого Георгия Победоносца во Львове. Во Львовской богословской академии по приглашению читал «Основы христианской восточной духовности». В течение года преподавал Закон Божий (именовавшийся в программе «этикой») в одной из русскоязычных общеобразовательных львовских школ.

### Киевский период
В 2005 году переехал с семьёй в Киев в связи с необходимостью съёмок в православных телепередачах. Изначально не имея документа о переводе в какой-либо киевский храм, а имея на руках только открепительную грамоту Львовской епархии, служил, по собственным словам, «у друзей в пяти или шести храмах, чтобы не надоедать никому».
По просьбе прихожан храма Агапита Печерского (Киево-Печерская лавра) был взят его настоятелем, отцом Александром, в клир. Вскоре из-за болезни настоятеля ещё при его жизни отец Андрей сам стал настоятелем этого храма, прослужив там с 2006 по 2014 год.
В 2013 году был назначен руководителем миссионерского отдела Киевской епархии. Был ведущим на всеукраинском православном телеканале «Киевская Русь».

### Московский период
В июне 2014 года переехал в Россию, был временно назначен в клир домового храма мученицы Татианы при МГУ. 18 августа того же года был зачислен в клир города Москвы и назначен сверхштатным клириком храма Воскресения Словущего на Успенском Вражке. Представляя нового клирика своего храма, протоиерей Николай Балашов отметил, что основным местом служения протоиерея Андрея Ткачёва будет подмосковная гимназия Святого Василия Великого, где он возглавил законоучительскую часть. Служить же в храме Воскресения Словущего отец Андрей будет в свободные от школьных послушаний дни.
Своё служение в России сопровождал критикой в адрес Украинской православной церкви как административной структуры, её священства и паствы. Отец Андрей именовал УПЦ «несостоятельной, двусмысленной организацией».
«Немалая часть так называемого „украинского народа“ и его пастырей» была зачислена им в разряд «отступников из числа лжебратий». В целом, по мнению протоиерея Ткачёва, «скрытых двуличных козлищ в Украинской церкви собралось многовато». Ткачёв заявил, что «за год служения в Москве» он встретил «больше благодатных батюшек, чем за все годы на Украине». Покинув Украину, названную им «бараком буйнопомешанных», отец Андрей дал общую характеристику всему нынешнему оставленному им, государству и духовному состоянию её граждан:

Чем дальше от квазигосударства «Украина», тем легче и дышать, и давать оценку. Отъехал на километр от границы — уже легче, на тысячу — совсем легко. К сожалению, многие в России не до конца понимают, каким зачумленным местом стала ныне эта земля, полная общерусских православных святынь. Там происходит настоящее коллективное беснование! Люди сошли с ума от своего безбожия. Пресловутая религиозность «украинского народа» в массе своей оказалась на поверку пустышкой.
После переезда в Москву неоднократно произносил проповеди на патриарших богослужениях в храме Христа Спасителя и в Успенском соборе Московского Кремля. Был включён в состав Межсоборного присутствия на 2014—2018 годы, а затем на 2018—2022 годы в состав комиссии по церковному просвещению и диаконии.
Указом от 12 октября 2017 года Андрей Ткачёв освобождён от несомого послушания сверхштатного клирика храма Воскресения Словущего на Успенском Вражке и назначен штатным клириком храма святителя Василия Великого, Патриаршего подворья в селе Зайцево Одинцовского района Московской области.
24 января 2019 года в храме Христа Спасителя в Москве патриарх Кирилл, отвечая на вопросы студентов медицинских и фармацевтических вузов России, заявил, что он «с любовью принял [Андрея Ткачёва] в Москве, с пониманием того, что он может вносить очень существенный вклад в укрепление веры, в том числе среди современной молодёжи», а также одобрил результаты его трудов.
5 января 2024 года назначен настоятелем Храма Троицы Живоначальной в Хохлах, сменив на этой должности многолетнего настоятеля протоиерея Алексия Уминского, снятого с настоятельства и запрещённого в служении предположительно за общественную позицию.
Является духовником молодёжного отдела Московской городской епархии.
Автор книг и статей. Ведущий ряда телепередач на православных телеканалах. В июне 2023 года YouTube-канал Андрея Ткачёва имел более 1,52 млн подписчиков и более 464 миллионов просмотров.
Женат, в семье четверо детей.

## Критика
Отдельные слова и высказывания протоиерея Андрея Ткачёва неоднократно подвергались критике за грубость, агрессивность и некомпетентность. Новая Газета отмечает, что Ткачёв не имеет богословского и какого-либо ещё образования, сам Ткачёв при этом утверждал, что обучению мешал «активный образ жизни», называя себя при этом «самоучкой».
В интервью изданию газета «2000», опубликованном 21 апреля 2006 года, на вопрос, не слишком ли он агрессивен в своих проповедях в отношении Запада, отец Андрей ответил: «Я бы не хотел, чтобы это было правдой, но если это видно со стороны, значит, так и есть». И пообещал «теперь быть сдержаннее».
25 января (Татьянин день) 2014 года во время Евромайдана, Андрей Ткачёв обратился с проповедью к своим прихожанам:

Я молюсь о том, чтобы Господь вселил страх и трепет в сердца и в кости мятежников. Чтобы Бог послал им болезнь в дом и болезнь на улице, страх на улице и страх в дома. Чтобы они ни покоя не имели, чтобы они сожрали друг друга — пусть гад сожрёт гада! Я жалеть о них не буду. Это страшные враги нашего будущего и страшные враги сегодняшнего настоящего. Я их не жалею! Я о них не молюсь!
«После звонков обеспокоенных архиереев и писем возмущённых верующих» 6 февраля 2014 года Ткачёв был вызван в Киевскую митрополию для объяснений по поводу нашумевшей проповеди. В итоге отец Андрей признал, что он «высказывал свои личные мысли не по Евангелию, а от себя».
В 2015 году в одном из эфиров радиостанции «Радонеж» протоиерей Андрей Ткачёв несколько раз нелестно высказался о русских поэтах и англиканстве: поэт Сергей Есенин, по выражению Ткачёва, «примитивный человек» и «конкретный баклан», а «Маяковский — ещё более странный». Англиканская церковь была порицаема за форму управления:

У нас никогда такого не было, чтобы считать человека смертного, замшелого, вонючего главой Церкви. Это может быть только в Англии, где старуха Елизавета считается главой Церкви, но это проблема англикан.
Резонанс в прессе вызвало его слово к киевской пастве, в котором он предлагал мужьям в качестве воспитательных целей по отношению к их жёнам применять насилие («нужно женщину ломать об колено» и т. д.). Жёстким стал и видеоролик православной социальной сети «Елицы» (удалённый впоследствии), в котором священник называл женщин, не сохранивших девственность до брака, «бешеными собаками», «бессовестными сволочами», и предлагал дать им «кулака … под челюсть».
Познания в естествознании, высказанные Андреем Ткачёвым, подверглись критике священника Александра Пикалёва. В эфире консервативного телеканала «Царьград ТВ» в передаче «Святая правда» протоиерей Андрей Ткачёв высказал своё мнение относительно теории эволюции и современного знания в целом. 
После переезда в Россию протоиерей Андрей Ткачёв был обвинён Украинской православной церковью Киевского патриархата в «просвещённой безграмотности, подслащённой харизмой духовного сана», отсутствии хорошего богословского образования, ненависти к своей бывшей украинской пастве, оставленной им, и гордыне.
Протодиакон Андрей Кураев после переезда Ткачёва в Россию часто высказывался о нём неодобрительно.
Священник Георгий Максимов критиковал отца Андрея за его слова о спасении, а также за его высказывания в отношении женщин.
В одном из своих выступлений отец Андрей заявил, что «мусульманин знает, что Христос воскрес», что прямо противоречит исламскому учению.
23 января 2023 года, за поддержку вторжения России на Украину внесён в санкционный список Украины, оказавшись в списке из 22 граждан России «которые, прикрываясь духовностью, поддерживают террор и геноцидную политику».
7 апреля 2023 года протоиерею Ткачёву были предъявлены обвинения по двум уголовным статьям: статья 436 УК Украины (пропаганда войны) и часть 2 статьи 436-2 УК Украины (оправдание, признание правомерной, отрицание вооружённой агрессии Российской Федерации против Украины, глорификация её участников).
После теракта в «Крокус Сити Холле» заявил: «Какие концерты в пятницу Первой седмицы Великого поста? Какие торговые центры? Танцульки, распродажи, хохотульки… Жрём всё подряд и песни глупые слушаем. А Пост-то начался… Когда дурак поймёт, что он внутри Библии живёт? Разве что когда в него в упор выстрелят».

## Некоторые взгляды
Болезни и страдания детей, по мнению протоиерея Ткачёва, связаны с греховностью их родителей, обожествляющих своих детей:

Мы должны понимать, что дети в современном мире часто являются идолами. … поймите: есть Бог истинный … . Ему нужно служить, ему надо поклоняться. Если человек не поклоняется Богу живому и истинному, всё равно поклоняется кому-то … . Но если … мозгов не хватает, чтобы какие-то абстракции строить, то поклоняются люди, как правило, чему-то такому конкретному близкому и родному — детям. То есть люди, не знающие Бога, желающие служить кому-то и поклоняться кому-то, поклоняются плоду своего чрева, превращая детей в домашних богов, домашних идолов. А идолов Бог сокрушает, то есть дети наши сокрушаемы, как идолы, ранними болезнями, ранними слабостями, своей никчёмностью и никудышностью. … поверьте мне, что те, кто чрезмерно любит своих детей, превращают их в идолов, а идолы достойны сокрушения.
26 октября 2017 года на седьмом Общецерковном съезде по социальному служению патриарх Кирилл, отвечая на один из вопросов относительно «пастырского утешения» семей, потерявших маленьких детей, высказался по поводу судьбы священников, связывающих страдания детей с грехами их родителей. По мнению предстоятеля Русской православной церкви, «если кто-то говорит, что „за грехи“, то такого батюшку надо самого сразу запрещать в священнослужении».
Протоиерей Андрей Ткачёв упоминает не принятое Церковью учение апокатастасис (всеобщее восстановление). В беседе с Данилой Медведевым в эфире телеканала «Спас» он употребил термин в следующем контексте:

Воскрешение будет тем же актом Бога, как и акт творения… потом будет восстановление, апокатастасис [вот, этот значит] мировой…
В проповедях протоиерей Андрей Ткачёв часто выступает как поборник «жестокой христианской жизни»:

Ловите воров и рубите им руки. Ловите педофилов и кастрируйте их. Это будет Слава Тебе Господи, Слава Тебе. … В принципе божественное возмездие будет на нашей стороне. Человек, который клубнику выращивает или картошку сажает — попробуйте выкопать у него половину грядок ночью и забрать. Если он вас поймает, с лопатой догонит и зарубит ею, потому что это всё его труд, его работа. … А если вы будете с его женой что-то делать — он той же лопатой искромсает вас в капусту и без всяких Слава Тебе Господи. Потому что нельзя делать то, что нельзя. И он будет перед Богом прав, а мы неправы, если будем сопли жевать. Бог победил? Когда педофил изнасиловал ребёнка — Бог проиграл, а не победил. Мы помогли Богу проиграть. Мы устроили собачью жизнь, при которой взрослые дядьки насилуют маленьких детей. Бог проиграл из-за нас. Это наша жизнь такая, извините. Я полностью за жестокую христианскую жизнь. Заслужил — получи.
Считает Евромайдан «чистым большевизмом», а революции в целом — «раем для ничтожеств».
В 2022 году на фоне вторжения России на Украину назвал главу Чечни Рамзана Кадырова принадлежащим к русской цивилизации и заявил о непринадлежности к ней тех русских, которые осудили это вторжение.
Поддержал и публично благословил нападение России на Украину, оправдывая войну мифами и нарративами российской антиукраинской пропаганды, заявил, что «война не началась, она заканчивается, а кто этого не замечал, тот просто сволочь», призвал бомбить Украину, приговаривая молитву, а снаряды «Град» снаряжать с фразой «Господи, помилуй».
После вторжения так высказался об украинцах:

«Любой подонок и казнокрад, это — как ни крути — духовный украинец… Урод при власти — украинец… Сволочь, отдавшая язык в аренду сатане, это — украинец… Укро-журналист или политик любой партии в любой стране. Лишь бы был подонком. Этого хватит — ты украинец!»
В октябре 2022 года выступил в поддержку закона о запрете «пропаганды ЛГБТ». Считает, что если большинство будет инертно, тогда нездоровые люди составляющие меньшинство победят здоровое инертное большинство.
Утверждает, что «там, где сегодня совершаются убийства, там вчера было много блуда. И если мы хотим прекратить убийства, это будет бесполезно, если мы не прекратим блуд сначала. Потому, что блудники будут убивать друг друга или сами себя будут убивать. Это непреложный закон».
После теракта в «Крокус Сити Холле» 22 марта 2024 года выступил за отмену моратория на смертную казнь в России.

## Награды и номинации
- Победитель Международного фестиваля православного кино и литературы «Покров 2005» в номинации «Лучший телеведущий» (программа «День ангела»)[63];
- Номинант четвёртой Патриаршей литературной премии имени святых равноапостольных Кирилла и Мефодия (2014 г.)[64];
- Победитель (2-е место) X Открытого конкурса изданий «Просвещение через книгу» в номинации «Лучшая книга для молодёжи» («Беглец от мира») (2015)[65];
- Номинант Патриаршей литературной премии 2016 года[66].

## Произведения
- Смотри, небо становится ближе… — М.: Лепта-Книга, 2008. — 272 с. — ISBN 978-5-91173-065-9.
- Мысли о покаянии. — М.: Изд-во Сретенского монастыря, 2009. — 32 с.
- Мы вечны! Даже если этого не хотим. — Н. Оріанда: Родное слово. 2009. — 304 с.
- Письмо к Богу. — М.: Даниловский благовестник, 2010. — 400 с.
- Тебе и мне Бог письмо написал. — Киев: Послушник, 2010. — 256 с.
- Первое чудо. Беседы о семье и браке. — Киев: Послушник, 2010. — 224 с.
- Крылатый лев. — Львів: ЛА Пираміда, 2010. — 116 с.
- Приготовление к смерти. — М.: Изд-во Сретенского монастыря, 2010. — 16 с. — (Таинства и обряды).
- Лоскутное одеяло. — Киев: Послушник, 2011. — 288 с.
- Миссионерские записки. — М.: Изд-во Сретенского монастыря, 2011. — 144 c.
- Человеческое измерение. Статьи и беседы. — Киев: Послушник, 2011. — 352 с.
- В присутствии Бога. Беседы о Ветхом Завете. — Киев: Послушник, 2011. — 228 с.
- Пыль на соломенных погонах. — Киев, 2012. — 208 с.
- Мы вечны! Даже если этого не хотим. — Книга 2. — Симферополь: Родное слово, 2013. — 608 с. — ISBN 978-966-27-66-00-4.
- «Страна чудес» и другие рассказы. — М.: Изд-во Сретенского монастыря, 2013. — 256 с.
- Земные ангелы, небесные человецы. — М.: Изд-во Данилова монастыря, 2013. — 192 с.
- «Возвращение в рай» и другие рассказы. — М.: ОЛМА, 2013. — 624 с.
- Христос — семи Церквам. — М.: Изд-во Сретенского монастыря, 2015. — 64 с.
- Беглец от мира. — М.: Изд-во Сретенского монастыря, 2015. — 304 с.
- Проповедь о проповеди. — М.: Изд-во Сретенского монастыря, 2015. — 112 с.
- Миссионерские записки. — М.: Изд-во Сретенского монастыря, 2015. — 256 c.
- Трагедия Украины. Концлагерь вместо рая? / С. А. Коппел-Ковтун, о Андрей Ткачёв и др. — М.: Эксмо, 2015. — 416 с. — (Религия. Рассказы о духовной жизни). — ISBN 978-5-699-78617-6.
- Возвращение домой. Когда рождается вера. — М.: Эксмо, 2015. — 240 с.
- Почему я верю: простые ответы на сложные вопросы. — Никея, 2016. — 237 с.
- Воздух небесного Града. — М.: Николин день, 2016. — 288 с. — ISBN 978-5-906570-68-0.
- В общении с родителями. Беседы о христианском воспитании. — Киев: Послушник, 2018. — 272 с. — 4000 экз. — ISBN 978-966-2503-21-0.
- Бремя страстей. Тайная жизнь наших душ. — Киев: Послушник, 2018. — 256 с. — 3000 экз.
- Правильные глаголы. Как мыслить и действовать, чтобы выжить в этом мире. — М.: Эксмо, 2020. — 224 с. — (Книги протоиерея Андрея Ткачёва). — ISBN 978-5-04-094456-9.